# Schwenningen (Baden-Württemberg)
Schwenningen település Németországban, azon belül Baden-Württembergben. Lakosainak száma 1681 fő (2023. december 31.). Schwenningen Beuron és Stetten am kalten Markt községekkel határos.

## Népesség
A település népessége az elmúlt években az alábbi módon változott:
| Lakosok száma | 1168 | 1554 | 1518 | 1607 | 1600 | 1655 | 1633 | 1499 | 1595 | 1681 |
|               | 1961 | 1968 | 1974 | 1981 | 1988 | 1994 | 2001 | 2008 | 2014 | 2023 |